# Бутурлин, Михаил Петрович
Михаил Петрович Бутурли́н (13 (24) мая 1786 — 26 июня [8 июля] 1860, Москва) — российский военный и государственный деятель, нижегородский губернатор в 1831—1843 годах, генерал-лейтенант.

## Биография
Происходил из старинного русского дворянского рода Бутурлиных. Родился 13 мая 1786 года, сын отставного капитана лейб-гвардии Измайловского полка Петра Михайловича Бутурлина (1763—1828) и княжны Марии Алексеевны Шаховской (1768—1803). Родной брат историка Дмитрия, ярославского губернатора Алексея, генерала Сергея Бутурлиных.
Воспитывался в благородном университетском пансионе. Начал службу в Кавалергардском полку, 3 июля 1808 года из эстандарт-юнкеров произведён в корнеты, а 27 сентября 1810 года получил чин поручика. С 15 марта 1811 года назначен полковым адъютантом а 29 мая 1812 года — старшим адъютантом в 1-ю кирасирскую дивизию.
Принимал участие в Отечественной войне 1812 года, состоял при шефе 19-го егерского полка полковнике Вуиче и отличился в сражениях при Витебске и при Смоленске, «где много раз употреблен был в охотниках для расставления егерных цепей, и исполнял оное с удивительным рвением и храбростью». За Бородинское сражение, где «расторопной распорядительностью способствовал спасению батарей и пехоты, причём ранен в плечо картечью» получил орден св. Владимира 4-й степени с бантом. Затем Бутурлин участвовал в сражениях под Тарутином, Малоярославцем, Вязьмой.
20 февраля 1813 года произведён в штабс-ротмистры. Совершил Заграничный поход 1813—1814 годов. За Кульмское сражение был награждён орденом св. Анны 2-й степени. Также он участвовал в сражениях под Дрезденом и Лейпцигом. С русскими войсками вошел в Париж.

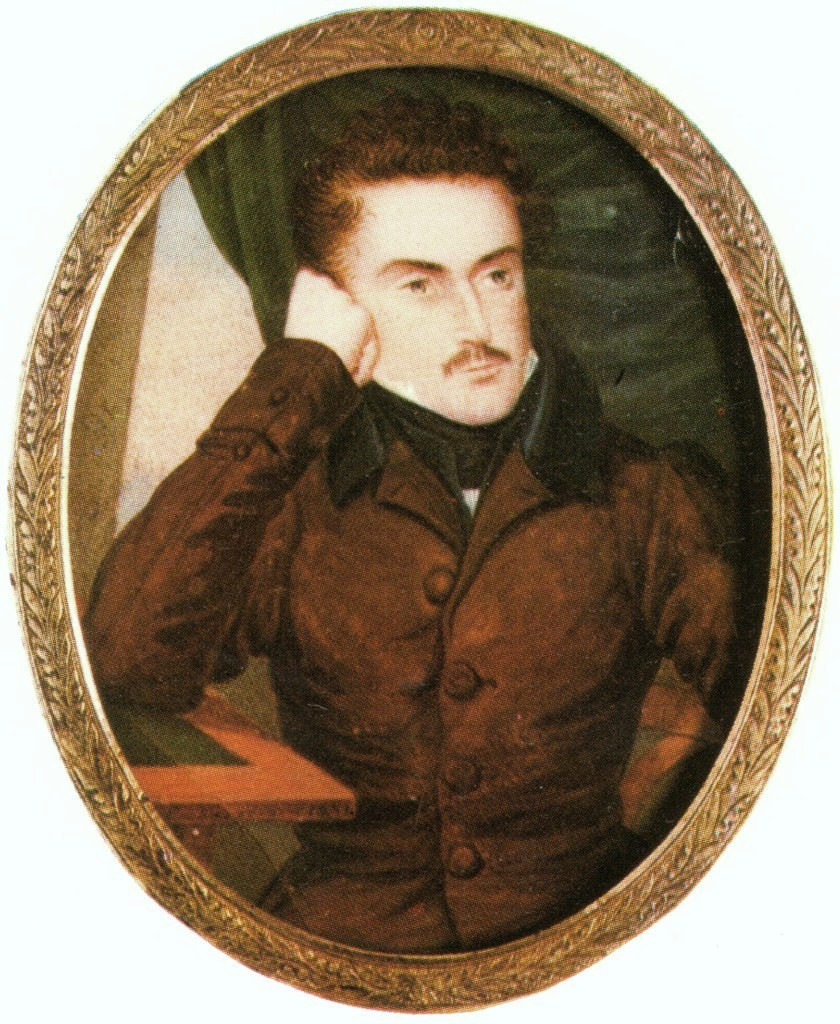
Михаил Бутурлин
(художник И. Лукашевич; 1831)

По окончании Наполеоновских войн Бутурлин продолжал занимать должность старшего адъютанта 1-й кирасирской дивизии, 9 февраля 1816 года произведён в ротмистры. 6 июля 1817 года назначен адъютантом к князю Волконскому и 12 декабря того же года назначен флигель-адъютантом. 25 июня 1818 года произведён в полковники.
22 июля 1825 года переведён в лейб-гвардии Драгунский полк. 3 ноября 1829 года произведён в чин генерал-майора. В 1829 году М. П. Бутурлин был вынужден по болезни выйти в отставку.
Во время эпидемии холеры, охватившей центральные районы России, в сентябре 1830 года его назначили «временноуправляющим мещанской частью» Москвы. С нежданным поручением он справился. Деловитость и распорядительность были замечены царём, и в 1831 году он был отмечен орденом Св. Владимира 3-й степени и получил должность Нижегородского военного губернатора и управляющим гражданской частью. Работая с 6 часов утра до ночи и вникая во все мелочи, Бутурлин за первые 14 месяцев сэкономил для казны 262 тысяч рублей; 16 апреля 1841 года произведён в генерал-лейтенанты.
В 1842 году Бутурлин вновь просил отставку, ссылаясь на расстроенное здоровье, но император отклонил его ходатайство. 3 (15) декабря 1843 года был уволен в бессрочный отпуск за границу на год. В 1846 году окончательно вышел в отставку. Жил в Москве в своём доме, где (как старший из братьев) хранил многие семейные реликвии. С 1799 года Бутурлины, состоявшие командорском обществе ордена Св. Иоанна Иерусалимского, — «старши́нство в оном, после смерти первого командора, было унаследовано Михаилом Петровичем Бутурлиным, вместе с обеспечивающим его имением».
Скончался в Москве 26 июня (8 июля) 1860 года, похоронен на кладбище Новодевичьего монастыря, где его надгробие было снесено в 1930-е годы.

## Свидетельства современников и память
О Бутурлине сохранилось большое количество анекдотов, характеризующих его с разных сторон. Многие из них посвящены его взаимоотношениям с императором Николаем I. Музыкальный критик А. Д. Улыбышев писал о нем:

«Представлял собою, так сказать, идеал дурного правителя, однако в светском отношении он был человек сносный и даже весьма приятный»
Остались воспоминания о встрече с Бутурлиным и у А. С. Пушкина, нанесшего ему визит в сентябре 1833 года по пути в Оренбург. Бутурлин отправил письмо-донесение военному губернатору В. А. Перовскому, в котором советовал быть с Пушкиным «осторожнее», так как он собирает вовсе не материалы о Пугачёве, а «сведения о неисправностях» по некому мифическому «тайному поручению». Перовский с Пушкиным весело посмеялись письму, а из вздорной легенды родился сюжет бессмертной комедии «Ревизор», подсказанный Н. В. Гоголю самим Пушкиным.

## Награды
Среди прочих наград Бутурлин имел ордена:
- Орден Святого Иоанна Иерусалимского (1805)
- Орден Святой Анны 3-й (4-й) степени (1812)
- Орден Святого Владимира 4-й степени с бантом (1812)
- Орден Святой Анны 2-й степени (1813)
- Кульмский крест (1813)
- Орден Святого Владимира 3-й степени (1831)
- Орден Святого Станислава 1-й степени (1833)
- Орден Святого Георгия 4-й степени (03.12.1834), за беспорочную выслугу 25 лет в офицерских чинах, № 4915 по кавалерскому списку Григоровича — Степанова
- Орден Святой Анны 1-й степени (1835; императорская корона к ордену — 1836)
- Орден Святого Владимира 2-й степени (1840)

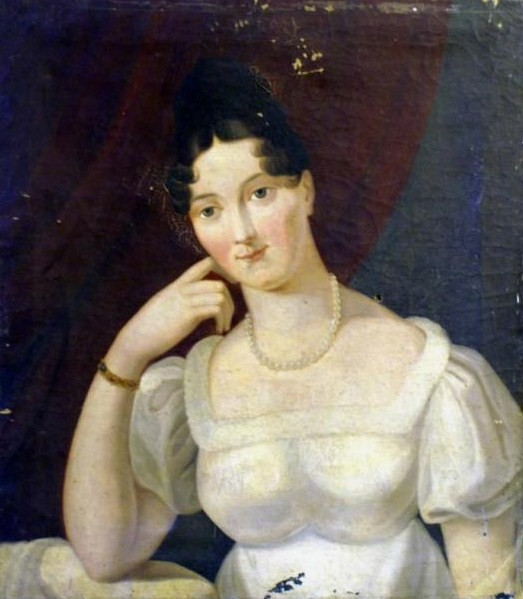
Анна Петровна Бутурлина

## Семья
Жена (с 1815 года) — княжна Анна Петровна Шаховская (1793—1861), дочь князя Петра Ивановича Шаховского и Александры Михайловны Полозовой. По отзывам современников, была «весьма приветливой и достойнейшей барыней», но «слишком провинциальна, слишком верна себе и своему русскому происхождению, одним словом, слишком правдива, чтоб казаться непринужденной, подобно придворным дамам; к тому же она не очень бегло говорила по-французски. На губернаторских приемах её роль ограничивалась тем, чтобы принимать гостей, выказывая похвальное стремление к учтивости; но она ничего не делала для того, чтоб они чувствовали себя уютно, чтоб им легче было общаться между собой». Вместе с мужем была знакома с Пушкиным. По словам писателя П. Д. Боборыкина, поэт рассказывал Бутурлиной о своей «проповеди» в болдинской церкви в холерный год (1830). Похоронена рядом с мужем на кладбище Новодевичьего монастыря. В браке было рождено шестеро детей:
- Пётр (1816—24.03.1819[5])
- Мария (07.10.1818[6]—1819), крещена 17 октября 1818 года в Сергиевском соборе при восприемстве княгини В. А. Шаховской.
- Александр (род. и ум. в 1820)
- Софья (15.01.1822[7]—28.05.1823[8])
- Сергей (фото) (21.04.1825[9]—12.03.1866), корнет Кавалергардского полка, поручик (1846), ротмистр (1852), подполковник Литовского уланского полка (1854). Участвовал в Восточной войне и за дело под  Силистрией награжден орденом св. Анны с мечами; полковник (1860). От брака с дочерью фабриканта Н. А. Волкова, фрейлиной Ольгой (1834—1878), детей не имел. Умер от паралича в легких в Ницце.
- Варавара (фото) (28.02.1829[10]—1882), крестница графини В. П. Бутера ди Ридали, фрейлина двора великой княгини Елены Павловны; замужем (с 27 апреля 1852 года)[11] за правнуком А. В. Суворова, шталмейстером М. И. Леонтьевым; их сын Михаил Леонтьев.